# اوبرووو (شهرستان تورونی)
اوبرووو (به لهستانی:  Obrowo) یک روستا در لهستان است که در گمینا اوبرووو واقع شده‌است. اوبرووو ۱٬۳۲۲ نفر جمعیت دارد.